# Mycetophila pucara
Mycetophila pucara är en tvåvingeart som beskrevs av Duret 1986. Mycetophila pucara ingår i släktet Mycetophila och familjen svampmyggor. Inga underarter finns listade i Catalogue of Life.